# Dario Šarić (calciatore)
Dario Šarić (Cento, 30 maggio 1997) è un calciatore bosniaco, centrocampista del Palermo e della nazionale bosniaca.

## Biografia
Šarić è nato in Italia, presso Cento da una coppia bosniaca originaria di Sarajevo, arrivata nella penisola italiana durante gli anni '90 per scappare alla guerra in Bosnia ed Erzegovina, nella quale il padre venne ferito.

## Caratteristiche tecniche
Di ruolo centrocampista, è un trequartista ambidestro, abile negli inserimenti e rapido nelle scelte. È dotato anche di buon dinamismo e tecnica di base.

## Carriera

### Club

#### Inizi, Carpi e prestito al Siena
Cresciuto nelle giovanili del Cesena e del Carpi, nel gennaio 2015 viene ceduto in prestito alla Virtus Castelfranco, con cui muove i primi passi tra i professionisti, seppur giocando solo 7 partite.
Terminato il prestito fa ritorno a Carpi, dove trascorre un anno nella primavera del club. Il 28 luglio 2016 viene ceduto in prestito al Siena; nei toscani gioca poco nel girone d'andata, per poi trovare maggiore spazio a partire da dicembre.
Dopo essere tornato nuovamente a Carpi, rinnova il suo contratto per altri 5 anni e viene aggregato alla prima squadra dall'allenatore dei biancorossi Antonio Calabro. Esordisce in Serie B con il club il 3 settembre 2017 giocando titolare nel successo per 0-1 contro lo Spezia. Dopo essere stato utilizzato spesso nel girone d'andata, in quello di ritorno il suo spazio diminuisce.
Nella stagione 2018-2019, culminata con la retrocessione della squadra, resta ai margini della squadra sia con Marcello Chezzi (suo allenatore a Castelfranco) che con Fabrizio Castori in panchina; a detta dell'allora patron dei carpigiani Bonacini Šarić è stato lasciato in panchina anche a causa di una mancanza di mordente da parte dell'italo-bosniaco.
Nel 2019-2020 invece torna a trovare regolarmente spazio con il club, senza però raggiungere la promozione in Serie B.

#### Ascoli
L'11 settembre 2020 viene acquistato a titolo definitivo dall'Ascoli, firmando un contratto triennale con il club marchigiano. Segna la sua prima rete con la maglia bianconera il 10 aprile 2021, siglando la rete decisiva nella sfida interna vinta per 1-0 contro il Monza.
Durante la stagione 2020-2021 si ritaglia un posto da titolare inamovibile nel centrocampo dei marchigiani, risultando uno tra i protagonisti della squadra in lotta per la salvezza che arriverà a due giornate dal termine del campionato dopo la vittoria per 2-0 sul Cittadella.
Apre la stagione 2021-22 con una doppietta alla seconda giornata nella partita vinta per 2-3 contro il Perugia. Segna poi il gol di apertura nel match vinto per 3-0 contro l'Alessandria.

#### Palermo e prestiti all'Antalyaspor e al Cesena
Il 30 agosto 2022 viene acquistato a titolo definitivo dal Palermo.
Il 25 agosto 2023 si trasferisce in prestito con diritto di opzione all'Antalyaspor, club militante nella massima serie turca.
Il 31 gennaio 2025 si trasferisce in prestito con diritto di riscatto al Cesena, rimanendo così in Serie B. Il 9 febbraio segna la sua prima rete con i romagnoli, decidendo vittoriosamente il derby in casa della Reggiana.

### Nazionale
Compiuta la trafila delle nazionali giovanili bosniache, nel maggio 2021 viene convocato per la prima volta dal CT Ivajlo Petev in nazionale maggiore, per le due sfide amichevoli in programma il 2 e 6 giugno rispettivamente contro Montenegro e Danimarca. Il 26 ottobre 2022 esordisce in nazionale A nella sconfitta per 4-1 in Nations League contro la Romania.

## Statistiche

### Presenze e reti nei club
Statistiche aggiornate al 17 maggio 2025.
| Stagione        | Squadra             | Campionato      | Campionato | Campionato | Coppe nazionali | Coppe nazionali | Coppe nazionali | Coppe continentali | Coppe continentali | Coppe continentali | Altre coppe | Altre coppe | Altre coppe | Totale | Totale |
| Stagione        | Squadra             | Comp            | Pres       | Reti       | Comp            | Pres            | Reti            | Comp               | Pres               | Reti               | Comp        | Pres        | Reti        | Pres   | Reti   |
| --------------- | ------------------- | --------------- | ---------- | ---------- | --------------- | --------------- | --------------- | ------------------ | ------------------ | ------------------ | ----------- | ----------- | ----------- | ------ | ------ |
| gen.-giu. 2015  | Virtus Castelfranco | D               | 7          | 0          | CI-D            | 0               | 0               | -                  | -                  | -                  | -           | -           | -           | 7      | 0      |
| 2016-2017       | Siena               | LP              | 19         | 1          | CI+CI-LP        | 0+2             | 0+1             | -                  | -                  | -                  | -           | -           | -           | 21     | 2      |
| 2017-2018       | Carpi               | B               | 24         | 0          | CI              | 3               | 0               | -                  | -                  | -                  | -           | -           | -           | 27     | 0      |
| 2018-2019       | Carpi               | B               | 5          | 0          | CI              | 0               | 0               | -                  | -                  | -                  | -           | -           | -           | 5      | 0      |
| 2019-2020       | Carpi               | C               | 25+2       | 4          | CI+CI-C         | 2+0             | 0               | -                  | -                  | -                  | -           | -           | -           | 29     | 4      |
| Totale Carpi    | Totale Carpi        | Totale Carpi    | 54+2       | 4          |                 | 5               | 0               |                    | -                  | -                  |             | -           | -           | 61     | 4      |
| 2020-2021       | Ascoli              | B               | 34         | 1          | CI              | 1               | 0               | -                  | -                  | -                  | -           | -           | -           | 35     | 1      |
| 2021-2022       | Ascoli              | B               | 31+1       | 3          | CI              | 1               | 0               | -                  | -                  | -                  | -           | -           | -           | 33     | 3      |
| ago. 2022       | Ascoli              | B               | 1          | 0          | CI              | 1               | 1               | -                  | -                  | -                  | -           | -           | -           | 2      | 1      |
| Totale Ascoli   | Totale Ascoli       | Totale Ascoli   | 66+1       | 4          |                 | 3               | 1               |                    | -                  | -                  |             | -           | -           | 70     | 5      |
| ago. 2022-2023  | Palermo             | B               | 28         | 0          | CI              | 0               | 0               | -                  | -                  | -                  | -           | -           | -           | 28     | 0      |
| ago. 2023       | Palermo             | B               | 1          | 0          | CI              | 1               | 0               | -                  | -                  | -                  | -           | -           | -           | 2      | 0      |
| ago. 2023-2024  | Antalyaspor         | SL              | 32         | 3          | TK              | 2               | 0               | -                  | -                  | -                  | -           | -           | -           | 34     | 3      |
| 2024-gen. 2025  | Palermo             | B               | 8          | 0          | CI              | 2               | 0               | -                  | -                  | -                  | -           | -           | -           | 10     | 0      |
| Totale Palermo  | Totale Palermo      | Totale Palermo  | 37         | 0          |                 | 3               | 0               |                    | -                  | -                  |             | -           | -           | 40     | 0      |
| gen.-giu. 2025  | Cesena              | B               | 15+1       | 3          | CI              | -               | -               | -                  | -                  | -                  | -           | -           | -           | 16     | 3      |
| Totale carriera | Totale carriera     | Totale carriera | 234        | 15         |                 | 15              | 2               |                    | -                  | -                  |             | -           | -           | 249    | 17     |

### Cronologia presenze e reti in nazionale
| Cronologia completa delle presenze e delle reti in nazionale ― Bosnia ed Erzegovina | Cronologia completa delle presenze e delle reti in nazionale ― Bosnia ed Erzegovina | Cronologia completa delle presenze e delle reti in nazionale ― Bosnia ed Erzegovina | Cronologia completa delle presenze e delle reti in nazionale ― Bosnia ed Erzegovina | Cronologia completa delle presenze e delle reti in nazionale ― Bosnia ed Erzegovina | Cronologia completa delle presenze e delle reti in nazionale ― Bosnia ed Erzegovina | Cronologia completa delle presenze e delle reti in nazionale ― Bosnia ed Erzegovina | Cronologia completa delle presenze e delle reti in nazionale ― Bosnia ed Erzegovina |
| Data                                                                                | Città                                                                               | In casa                                                                             | Risultato                                                                           | Ospiti                                                                              | Competizione                                                                        | Reti                                                                                | Note                                                                                |
| ----------------------------------------------------------------------------------- | ----------------------------------------------------------------------------------- | ----------------------------------------------------------------------------------- | ----------------------------------------------------------------------------------- | ----------------------------------------------------------------------------------- | ----------------------------------------------------------------------------------- | ----------------------------------------------------------------------------------- | ----------------------------------------------------------------------------------- |
| 26-9-2022                                                                           | Bucarest                                                                            | Romania                                                                             | 4 – 1                                                                               | Bosnia ed Erzegovina                                                                | UEFA Nations League 2022-2023 - 1º turno                                            | -                                                                                   | 71’                                                                                 |
| 3-6-2024                                                                            | Newcastle upon Tyne                                                                 | Inghilterra                                                                         | 3 – 0                                                                               | Bosnia ed Erzegovina                                                                | Amichevole                                                                          | -                                                                                   | 63’                                                                                 |
| 9-6-2024                                                                            | Empoli                                                                              | Italia                                                                              | 1 – 0                                                                               | Bosnia ed Erzegovina                                                                | Amichevole                                                                          | -                                                                                   | 67’                                                                                 |
| 7-9-2024                                                                            | Eindhoven                                                                           | Paesi Bassi                                                                         | 5 – 2                                                                               | Bosnia ed Erzegovina                                                                | UEFA Nations League 2024-2025 - 1º turno                                            | -                                                                                   | 69’                                                                                 |
| 10-9-2024                                                                           | Budapest                                                                            | Ungheria                                                                            | 0 – 0                                                                               | Bosnia ed Erzegovina                                                                | UEFA Nations League 2024-2025 - 1º turno                                            | -                                                                                   | 61’                                                                                 |
| 11-10-2024                                                                          | Zenica                                                                              | Bosnia ed Erzegovina                                                                | 1 – 2                                                                               | Germania                                                                            | UEFA Nations League 2024-2025 - 1º turno                                            | -                                                                                   | 65’                                                                                 |
| 14-10-2024                                                                          | Zenica                                                                              | Bosnia ed Erzegovina                                                                | 0 – 2                                                                               | Ungheria                                                                            | UEFA Nations League 2024-2025 - 1º turno                                            | -                                                                                   | 79’                                                                                 |
| 21-3-2025                                                                           | Bucarest                                                                            | Romania                                                                             | 0 – 1                                                                               | Bosnia ed Erzegovina                                                                | Qual. Mondiali 2026                                                                 | -                                                                                   | 77’                                                                                 |
| 24-3-2025                                                                           | Zenica                                                                              | Bosnia ed Erzegovina                                                                | 2 – 1                                                                               | Cipro                                                                               | Qual. Mondiali 2026                                                                 | -                                                                                   | 46’                                                                                 |
| 10-6-2025                                                                           | Celje                                                                               | Slovenia                                                                            | 2 – 1                                                                               | Bosnia ed Erzegovina                                                                | Amichevole                                                                          | -                                                                                   | 46’                                                                                 |
| Totale                                                                              |                                                                                     | Presenze                                                                            | 10                                                                                  |                                                                                     | Reti                                                                                | 0                                                                                   |                                                                                     |